# Anges Ngapy
Anges Ngapy (ur. 2 marca 1963 w Kellé) – kongijski piłkarz grający na pozycji napastnika. W swojej karierze rozegrał 33 mecze i strzelił 10 goli w reprezentacji Konga.

## Kariera klubowa
Swoją piłkarską karierę Ngapy rozpoczął w klubie CARA Brazzaville. W sezonie 1981/1982 zadebiutował w jego barwach w pierwszej lidze kongijskiej. W sezonach 1981/1982 i 1984 wywalczył z nim dwa mistrzostwa Konga.
W 1985 roku Ngapy przeszedł do belgijskiego RFC Seraing. W sezonie 1986/1987 spadł z nim do drugiej ligi. Grał w nim do końca sezonu 1989/1990 i wtedy przeszedł do KRC Genk. Latem 1991 wrócił do RFC Seraing, a w sezonie 1992/1993 występował w trzecioligowym Berchem Sport. Z kolei w sezonie 1993/1994 był zawodnikiem Royalu Charleroi. W latach 1994–1997 grał w Royale Union Saint-Gilloise, a w sezonie 1997/1998 - w Jeunesse Rochefortoise, w którym zakończył karierę.

## Kariera reprezentacyjna
W reprezentacji Konga Ngapy zadebiutował w 1984 roku. W 1992 roku został powołany do kadry na Puchar Narodów Afryki 1992. Na tym turnieju rozegrał dwa mecze: grupowy z Wybrzeżem Kości Słoniowej (0:0) i ćwierćfinałowy z Ghaną (1:2). W kadrze narodowej grał do 1993 roku. Wystąpił w niej 33 razy i strzelił 10 goli.